# Onthophagus nicolasi
Onthophagus nicolasi é uma espécie de inseto do género Onthophagus, família Scarabaeidae, ordem Coleoptera.

## História
Foi descrita cientificamente por Moretto em 2004.